# Magasin-caverne
Un magasin-caverne (appelé également magasin sous roc) est un élément de fortification du Système Séré de Rivières dont les différents exemples ont été construits pour la plupart après la guerre franco-prussienne de 1870.
À la suite de la crise de l'obus torpille et du problème de la protection de l'infanterie dans les intervalles, on développe dans les années 1888-1892 la construction des magasins-cavernes — ou semi-cavernes selon qu'ils sont totalement ou partiellement creusés dans le roc (falaises, ou autres roches) —. Ces magasins servent à stocker la poudre noire qui n'était plus en sécurité dans les magasins à poudre situés dans les forts. Ils sont appelés magasins à poudre-cavernes ou, improprement, "poudrières".

## Place deBesançon
Dans le cadre du système Séré de Rivières, 23 magasins-cavernes ont été creusés sur la place de Besançon.

## Place de Belfort
- Magasin de secteur du Bosmont